# Vosper-QAF
Vosper-QAF Pte Ltda. é um estaleiro baseado em Singapura.
O estaleiro pertencia ao Grupo QAF Limited que atua no ramo de alimentos e logística, com ações cotadas na Bolsa de Singapura. A empresa foi vendida para o tradicional estaleiro inglês "Swan Hunter & Wigham Richardson".
O estaleiro foi o responsável pelo projeto dos navio-patrulha Classe Grajaú da Marinha do Brasil.